# Елданка
Елданка — река в России, протекает по территории Луусалмского сельского поселения Калевальского района Карелии. Впадает в озеро Среднее Куйто, длина реки составляет 12 км.
В среднем течение река протекает через три озера: Верхнее-, Средняя- и Нижняя Елданка. Высота устья — 101,1 м над уровнем моря. Также к бассейну Елданки относится озеро Чирппаярви.

## Данные водного реестра
По данным государственного водного реестра России относится к Баренцево-Беломорскому бассейновому округу, водохозяйственный участок реки — Кемь от истока до Юшкозерского гидроузла, включая озёра Верхнее, Среднее и Нижнее Куйто. Речной бассейн реки — бассейны рек Кольского полуострова и Карелии, впадает в Белое море.
Код объекта в государственном водном реестре — 02020000812102000003496.